# Misterios del Corpus Christi de Valencia
Los misterios son una especie de cortas obras de  teatro de marcado carácter religioso. Tienen su origen en antiguas representaciones que se hacía en el interior de los templos. En una determinada época se representaban muchos, porque eran muchos los que se escribían.
Este tipo de representaciones tuvieron un gran auge en la Corona de Aragón durante el siglo XV, al igual que lo estuvieron en el sur de Francia, Inglaterra e Italia.
En el caso de los misterios del Corpus Christi de Valencia, ya se conocía la existencia en el siglo XIV de algún tipo de representaciones en la fiesta del Corpus, aunque su efervescencia se produjo en el XV. Estos misterios participan tanto en la Cabalgata del Convite como en la Procesión del Corpus de Valencia.

## Historia
En época medieval, surgió un tipo de drama sacro que se representaba en el interior de los templos dentro de la liturgia medieval, la cual contaba con sus "ceremonias, simbolismo y sentido escénico" propios. Estas representaciones que constituyeron dramas sacros, fueron saliendo de los templos y se empezaron a representar en las calles, cosa que supuso otras novedades como la intervención de laicos en ellas y el utilizar lenguas romances en vez del latín litúrgico. Estas nuevas representaciones fueron, en algunos casos, las impulsoras de la aparición de los «pasos» procesionales que, fueron al tiempo partícipes en la aparición de los «autos sacramentales».
Pese que a partir de los primeros años del siglo XVII se interpretaron también autos sacramentales en los actos del Corpus Christi de Valencia, éstos nunca fueron bien acogidos por el público valenciano, que tenía mucha afición y predilección por sus Misteris, más cortos, y más sencillos de entender al estar además representados en la propia lengua que se hablaba en Valencia en ese momento.
En Valencia, existían espectáculos dramáticos en la fiesta del Corpus desde el siglo XIV, pese a ser en el siguiente siglo cuando se produjo su máxima expansión. A las pequeñas representaciones iniciales se unen ahora músicos y coro, así como  personajes que representaban a otros en efigie (personajes efigiados), que realmente no participaban más que como bulto o decoración, pareciendo estatuas que se disponían  sobre carros con decoraciones alusivas, y por ello se les acabó llamando «entramés», vocablo con el que se hacía referencia tanto al  armazón como  a la decoración que sostenía y que con frecuencia presentando paisajes accidentados o rocosos, que acabaron llamándose «rocas», es así como los términos llegaron a confundirse al tiempo que las maquetas con escenografía se fueron sustituyendo por personajes vivos que interpretaban unos papeles o representaban una simbología.
De esta manera había Misteris que se realizaban encima de las rocas (puede documentarse que en 1535 se proveyeron de fondos para sufragar los costos de ocho Rocas y los respectivos misterios que en ellas se representabana) y otros que se hacían a pie de suelo.
El término Misteris, que es el empleado en Valencia, para llamar a estas representaciones fue dado más tarde a los autos sacramentales también, pese a las grandes diferencias entre estos tipos de representaciones. Los típicos "misteris" no tienen necesariamente un tema eucarístico, aunque pueda verse o intuirse, en algunos, el mismo.
Desde su origen los Misteris se  redactaron  en la lengua se hablaba y escribía en los siglos XV y XVI en Valencia, cosa que permite documentar el habla de aquella época, aunque los textos han sido modificados a lo largo del tiempo en las diferentes copias que se iban haciendo de ellos, sobre todo en el siglo XVIII por copistas, los cuales actualizaron el vocabulario a la forma de hablar de época.
Se desconoce las autorías de los misteris, que además eran consideradas de poca importancia (obras menores), no siendo costumbre en esa época indicar al autor de obras de este estilo.
Los Misteris estaban basados en la biblia, evangelios apócrifos, tradiciones, leyendas, e incluso en vidas de santos. Son producciones típicas de una época no exclusivas de Valencia, aunque dado que en cada zona se adaptan a la realidad y contextos propios, presentan connotaciones sociales y culturales de la Valencia de aquel momento.
Existe mucha documentación de su participación en actos festivos de la ciudad, entre ellos destaca las referencias que se hacen a ellos en  los Manuals de Consells de la Ciutat. También existe documentación, la más antigua existente por el momento, en el Archivo Histórico Municipal de Valencia, en concreto se dispone de una copia datada de 1672 de un documento ya perdido que era utilizado por los actores (que en aquel momento solían ser niños del Colegio Imperial de Niños Huérfanos de San Vicente Ferrer) para las representaciones.  En este documento (que consiste en 43 hojas, encuadernadas en pergamino),  aparecen hasta 1804 unas anotaciones al margen (probablemente hechas por copistas, directores o actores), así como  40  relaciones de escenografía que se debían emplea para la representación de los Misteris.  Esto lleva a pensar a los estudiosos que a partir de esta fecha empezaron a emplearse copias impresas, contándose además con un Misteri impreso en 1759.
De la abundante documentación existente sobre la celebración del Corpus en la ciudad de Valencia, se desprende que tanto los misteris como las rocas corrían a cargo de las Órdenes Religiosas.
Misteris del Corpus de Valencia hubo muchos está documentado, por ejemplo, que en 1517 se representaron once  Misteris en la procesión; todos los costes de estos actos quedaban reflejados en la contabilidad municipal; los misterios representados fueron "San Cheroni, San Jordi, San Vicent, San Sebastia, Lo deuallament de la creu, Lo juhí, Lo tedeum, La cena y Los sants pares"), pero sólo tres han llegado a nuestros días:
- Misteri de San Cristóbal y los peregrinos(1449),
- Misteri de Adán y Eva (1517), siendo un compositor con apellido Zurita el compositor de su música,[1] y
- Misteri del Rey Herodes (1587).

Al finalizar el siglo XIX, los misteris dejaron de representarse, aunque de forma excepcional se pudieron ver en 1904. El resurgimiento de estas actuaciones se produjo a partir de 1940, produciéndose a partir de este momento apariciones esporádicas, hasta que se inicia el proceso de recuperación de la fiesta en el año  en 1977. Una vez iniciado el siglo XX los misteris se representaron siempre a pie de calle.
Hoy en día, los personajes de los tres misterios desfilan tanto en la Cabalgata del Convite, donde tiene un especial protagonismo la comparsa conocida como la Degolla (que representa los soldados que envió Herodes a matar a los inocentes), perteneciente al Misteri del Rey Herodes (uno de los misteris que cuenta con más protagonistas); como en la Procesión del Corpus de Valencia.

## Descripción de los Misteris

### Misteri de Adán y Eva
Este misteri se representaba tanto sobre la Roca del Paraíso Terrenal como en la Roca de la Santísima Trinidad, y las representaciones se hacían antes de iniciarse la procesión. La Roca se situaba frente a la ya desaparecida Casa de la Ciudad (actualmente es un jardín que se encuentra al inicio de la calle Caballeros, junto al Palacio de la Generalidad).
En este misterio se parte del génesis bíblico, representando desde la creación de Eva y todo lo que acontece hasta la expulsión de la primera pareja del paraíso. Pese al castigo Dios viendo su arrepentimiento hace que un ángel les anuncie la redención de este pecado de desobediencia con el sacrificio humano del Hijo de la Virgen Sagrada.

### Misteri de San Cristóbal y los peregrinos
Este misteri se representaba en medio de la calle, al igual que el del Rey Herodes, y data de 1449. Tenía tanto texto hablado, en el valenciano de la épica, como parte musical. La trama consiste en narrar cómo el peregrino Cristóbal se pierde y acaba encontrándose con un ermitaño el cual le aconseja el ayuno, pero Cristóbal se niega a hacerlo por lo cual es castigado por el ermitaño a cruzar  sobre sus hombros a los viajeros que trataran de cruzar un gran río próximo. Un día aparecen un matrimonio y su hijo, cuando Cristóbal atraviesa el río con el niño, se da cuenta de que éste es el Niño Jesús.

### Misteri del Rey Herodes
Este misteri se representaba en medio de la calle, al igual que el de San Cristóbal.
Hay autores que consideran que este misterio está originado a partir de la fusión de otros tres misterios que existían anteriormente.
En este misteri se representa desde el camino de los reyes de Oriente siguiendo la estrella que les conduce a Belén, y su encuentro con el Rey Herodes; hasta la huida a Egipto de la Sagrada Familia (representada por figuras como la conocida como "Mare de Déu de la Burreta") por el mandato del rey Herodes de matar a todas las mujeres con hijos menores de dos años, los soldados de Herodes constituyen la comparsa conocida como Degolla, que adquiere gran protagonismo en la Cabalgata del Convite.

## Difusión de los Misteris
Según estudios realizados por el profesor Hermenegildo Corbató, los franciscanos valencianos trasladaron estos misteris como una forma de catequizar a la población indígena de América, en sus misiones. Así, se puede documentar  la representación de misteris en Méjico en la “Séptima Relación Histórica”, de Chamalpain, año 1533, donde se hace mención de la representación en Santiago de Tlatelolco de una pequeña obra teatral de carácter religioso llamada “Fin del Mundo”, que puede considerarse una adaptación entendible para los nativos del lugar del Misteri "Lo Jui Final".
Para este autor los misteris fueron un medio de evangelizar a los nativos indígenas. Además puede comprobarse la existencia de paralelismos entre el esquema de las Fiestas del Corpus de Valencia y las del Corpus de Méjico.